# Ideopsis majasa
Ideopsis majasa är en fjärilsart som beskrevs av Van Eecke 1915. Ideopsis majasa ingår i släktet Ideopsis och familjen praktfjärilar. Inga underarter finns listade i Catalogue of Life.